# Giovanni De Gennaro
Giovanni De Gennaro (Brescia, 21 luglio 1992) è un canoista italiano, specializzato nella prova del K1 slalom, campione olimpico della disciplina a Parigi 2024.

## Biografia
Inizia a praticare canoa all'età di 8 anni, mettendosi subito in mostra nella K1 Ragazzi e Junior vincendo 4 titoli Italiani, altre ai titoli a squadre, partecipando ai Campionati Mondiali ed Europei di categoria. Vince il titolo europeo Junior a squadre nel 2009 a Liptosky (SVK) e nel 2010 a 18 anni si laurea Campione del Mondo Junior a Foix (FRA).
Nel 2011 a 19 anni è già saldamente nel giro della nazionale maggiore con cui partecipa alla Coppa del Mondo, quindi il Mondiale Senior di Bratislava (SVK) dove vince il bronzo a squadre.
Giovanni si gioca il posto per i Giochi olimpici estivi di Londra 2012, in virtù degli ottimi risultati ottenuti in Coppa, con Daniele Molmenti (che vincerà poi il titolo olimpico) e suo fratello Riccardo. 
Nello stesso anno vince l'oro del mondiale under 23 a squadre di Wasau (USA) e quelli U21, U23 e U23 a squadre del campionato Italiano. Nel 2013, oltre ad entrare a far parte del Corpo Forestale dello stato, conquista la medaglia di bronzo ai mondiali U23 e quella degli europei U23, il 7º posto al campionato del mondo e il titolo mondiale assoluto insieme a Molmenti e Romeo a Praga (Repubblica Ceca). L’anno successivo, nonostante un problema al pettorale patito nelle qualifiche, conquista l'argento al mondiale U23 australiano e per il secondo anno consecutivo centra la finale mondiale con il 6º posto al mondiale assoluto al Deep Creek in America. Nel 2015,  ultimo suo anno U23, l’obbiettivo è qualificare la barca per le olimpiadi di Rio ma il 12º posto lo relega fuori dalla finale dove invece si qualifica Daniele Molmenti che conquista il posto barca e quindi il vantaggio nelle qualifiche per l’anno successivo. Sempre nel 2015 ottiene il bronzo ai campionati europei a squadre U23 e liberi. Il 2016 di Giovanni si apre alla grande con la conquista di tutte le prove selettive e la sua prima vittoria (e podio) in Coppa del mondo a Ivrea, proprio davanti a Molmenti, mostrando uno stato di forma eccezionale che lo porterà a conquistare il pass olimpico agli europei Slovacchi. 
Ha rappresentato l'Italia ai Giochi olimpici di Rio de Janeiro 2016, dove dopo aver vinto le batterie ed essere aprodato in finale col 9º tempo, termina al 7º posto. Chiude la stagione con la medaglia d’argento nel C2 con Roberto Colazingari ai campionati italiani assoluti. 
Il 2017 segna il suo inizio nel Gruppo Sportivo dei Carabinieri. Nello stesso anno vince l'oro alla Coppa del Mondo K1 di Markleeberg (Germania) e l'oro dello slalom K1 dell'ICF Ranking di Ivrea.
Nel 2018 vince di nuovo l'oro alla Coppa del Mondo di La Seu d'Urgeil in Spagna.
Il 2019 lo vede ancora oro alla gara di Coppa del Mondo K1 di Tacen (Slovenia) e ancora oro al K1 slalom dell'ICF Ranking di Tacen (Slovenia).
In un anomalo anno 2020 vince il suo 4º titolo di Campione Italiano a Ivrea.
Nel 2021 Giovanni oltre a confermare il posto in squadra, conquista il pass per i Giochi della XXXII Olimpiade di Tokyo 2020, dove si piazza 14º nello slalom K1.
Il 1º agosto 2024, durante la sua terza apparizione olimpica a Parigi 2024, vince la medaglia d'oro nello slalom K1, precedendo sul podio il francese Titouan Castryck e lo spagnolo Pau Echaniz.

## Palmarès
- Giochi olimpici

2016 - Rio de Janeiro: 7º nel K1 individuale
2021 - Tokyo: 14º nel K1 individuale
2024 - Parigi:  Oro nel K1 slalom.
- Campionati mondiali di slalom

2010 - Foix: 1º nel K1 Junior individuale
2011 - Bratislava: 2º nel K1 a squadre.
2012 - Wausau: 1º nel K1 U23 a squadre
2013 - Praga: 1º nel K1 a squadre.
2013 - Liptovský Mikuláš: 3º nel K1 U23 individuale
2014 - Penrith (Australia): 2º nel K1 U23 individuale
- Coppa del Mondo

2016 - Ivrea: 1º nel K1 individuale
2017 - Markkleeberg: 1º nel K1 individuale
2018 - La Seu d'Urgell: 1º nel K1 individuale
2019 - Tacen: 1º nel K1 individuale
- Campionati europei di slalom

2012 - Markkleeberg: 3º nel K1 a squadre
2014 - Skopje: 3º nel K1 U23 a squadre
2015 - Markkleeberg: 3º nel K1 a squadre
2015 - Cracovia: 3º nel K1 U23 a squadre